# NACRA M19 2015
El NACRA M19 del 2015 fue la 10° edición del torneo de rugby juvenil de la confederación norteamericana.
Se disputó en Estados Unidos.

## Equipos participantes
- Selección juvenil de rugby de Barbados
- Selección juvenil de rugby de Bermudas
- Selección juvenil de rugby de Islas Caimán
- Selección juvenil de rugby de Islas Turcas y Caicos
- Selección juvenil de rugby de México
- Selección juvenil de rugby de Trinidad y Tobago
- USA South
- USA South B

## Posiciones

### Cuartos de final
- Los perdedores avanzan a la copa de plata

| 12 de julio | USA South | 24 - 0 | Bermudas |  |  |

| 11 de julio | Barbados | 43 - 7 | Islas Turcas y Caicos |  |  |

| 11 de julio | USA South B | 8 - 29 | México |  |  |

| 12 de julio | Trinidad y Tobago | 47 - 5 | Islas Caimán |  |  |

### Semifinal
| 14 de julio | USA South | 32 - 7 | Barbados |  |  |

| 14 de julio | México | 15 - 13 | Trinidad y Tobago |  |  |

### Tercer puesto
| 18 de julio | Trinidad y Tobago | 34 - 10 | Barbados |  |  |

### Final
| 18 de julio | USA South | 0 - 24 | México |  |  |

| Bandera de México |
| Campeón México    |
| Segundo título    |

## Copa de plata

### Semifinal
| 15 de julio | USA South B | 8 - 20 | Islas Caimán |  |  |

| 15 de julio | Islas Turcas y Caicos | 17 - 11 | Bermudas |  |  |

### Séptimo puesto
| 17 de julio | USA South B | 17 - 0 | Bermudas |  |  |

### Final Copa de plata
| 17 de julio | Islas Caimán | 29 - 26 | Islas Turcas y Caicos |  |  |